# اشتباكات الحدود بين بنغلاديش والهند 2001
وقع النزاع الحدودي بين بنغلاديش والهند عام 2001 في الأسبوع الثالث من شهر إبريل 2001 بين قوات الجيش الملكي البنغلاديشي (BDR)، والتي تُعرف الآن باسم حرس الحدود في بنغلاديش (BGB)، وقوة أمن الحدود الهندية (BSF). علي الحدود الدولية ذات العلامات الضعيفة بين البلدين.

## الخلفية
ترك تقسيم البنغال في عام 1947 حدودا دولية سيئة بين الهند وبنغلاديش (ثم باكستان الشرقية). وكانت ملكية عدة قرى على جانبي حدود الأمر الواقع في موضع نزاع وطالب بها كلا البلدين. تفاقم الخلاف حول ترسيم الحدود بين الهند وبنجلاديش بسبب وجود أكثر من 190 جيبا.
كانت إحدى المناطق المتنازع عليها قطعة صغيرة من الأرض بالقرب من قرية بادوا / بيرديوا، على الحدود بين بنغلادش وولاية ميغالايا الهندية،  التي استخدمتها قوات الأمن الهندية خلال حرب تحرير بنغلاديش عام 1971 لتدريب بنغلادش لمقاتلوا الحرية، الذين كانوا يقاتلون الجيش الباكستاني. بعد تحريرها، طبعت بنغلاديش مطالبتها في المنطقة التي أسست فيها قوة أمن الحدود الهندية (BSF) موقعًا منذ عام 1971. والقرية هي واحدة من الإقطارات الهندية على الحدود بين بنغلادش ودولة ميغالايا الهندية. هناك 111 منطقة هندية في الأراضي المطالب بها في بنغلاديش و 50 جيبًا بنغلاديشيًا في الأراضي الهندية المطالب بها. قرية البيردوية هي ملكية ضارة - قرية يقطنها الهنود، وهي قرية مملوكة بشكل قانوني لبنغلاديش (حتى يتم التصديق على اتفاقية الحدود وتبادل السكان). سكان القرية من الخاسيون.
في مقابلة شخصية نشرت في وقت لاحق من ذلك الوقت، ادعى مدير BDR ، الميجور جنرال فضل الرحمن، الذي تم فصله في وقت لاحق من الخدمة من قبل الحكومة المنافسة بعد الانتخابات، أن البنك السعودي الفرنسي قد بدأ في بناء طريق رابط بين معسكره في بادوفا. ومعسكر آخر على بعد 10 كيلومترات، من خلال الأرض الحرام والأراضي البنغلاديشية.

## الصراع
كان القتال بين 15 و 20 أبريل الأسوأ منذ ولادة بنغلاديش في عام 1971. وقد حدث حول قرية بيرديواه (المعروفة أيضًا باسم بادوفا)، في ولاية ميغالايا الهندية  التي تجاور منطقة تامابيل على الحدود البنغلاديشية. في حي سيلهيت. وفي هذا المجال، ظلت 6.5 كيلومتر من الحدود محل نزاع على مدى الثلاثين سنة الماضية، ولكن تم الحفاظ على الوضع الراهن لتلك الفترة.
في 15 أبريل 2001،  قام حوالي 1000 جندي بنغلاديشي  بمهاجمة وأسر قرية بيريديو، وكسروا الوضع الراهن وأجبروا المدنيين الهنود على الفرار. وقد حوصر موقع البنك المركزي الهندي في قرية البيردوية، مما أدى إلى احتجاز 31 من أفراد قوات حرس الحدود في الداخل. لكن كلا الجانبين احتفظ بنيرانهما وبدأت المفاوضات. وزعم الجنود البنغلاديشيون أن هذه القرية قد احتلتها الهند بشكل غير قانوني منذ حرب الاستقلال في بنجلاديش عام 1971. وذكر الجنود البنغلاديشيين أنهم كانوا يتصرفون بناء على أوامر من حكومتهم وأصروا على أن يقوم أفراد القوات الحكومية حرس الحدود بإخلاء القرية. وفي اليوم التالي، في 17 إبريل، قدم المدير العام لبنادق بنغلاديش، فضل الرحمن تفاصيل عن التوجهات البيرودية وقال «لقد أكملنا للتو مهمة لإعادة أرضنا وسيادتنا». تم حل هذا الحادث في وقت لاحق دون أي إراقة للدماء.
فور وقوع الحادث في بيريديو، وضعت قوات حرس الحدود على طول الحدود بنغلاديش في حالة تأهب وتكثيف الدوريات على الحدود. وبعد بضعة أيام، دخلت وحدة صغيرة من قوات حرس الحدود الأراضي البنجلاديشية في قرية بارايباري، التي تبعد أكثر من 200 كيلومتر إلى الغرب من بادوفا. على عكس بايردواي، التي كانت امتلاك سلبي - قرية يسكنها الهنود ولكن كانت في الواقع مملوكة لبنغلاديش (في انتظار التصديق على اتفاق الحدود) - بوريباري تقع على الحدود مع ولاية اسام عبر السياج. أيضا، على عكس بايردواي، التي لم تكن مسورة ولا لديها أي دعائم لترسيمها بوضوح، كانت بوريباري قرية كبيرة يبلغ عدد سكانها ما لا يقل عن 1000 نسمة. كما كان سكانها معاديين إلى حد كبير للهند، وفقا لمسؤولين أمنيين هنود، بسبب حوادث الانتهاكات عبر الحدود من جانب القرويين.
كان القصد من الاقتحام بمثابة رد على حادثة بادوفا. وفقا لمصادر بنغلاديش، شنت القوات الهندية هجوما في الصباح الباكر على مواقعهم في منطقة كوريجرام الحدودية - التي تقع على الحدود مع ولاية آسام الهندية.
وفور دخول الأراضي البنغلاديشية، تعرض جنود القوات شبه العسكرية الهندية لكمين وقتل 16 على يد جنود بنغلاديشيين بمساعدة مئات القرويين. ثم زُعم أنهم تعرضوا للتعذيب والإعدام، قبل إعادة جثثهم إلى الجانب الهندي. زعم الجنرال جورباتشان جاجات من قوات أمن الحدود الهندية أن الجثث أظهرت علامات تشويه، بما في ذلك الخنق، وكسر في العظام، بالإضافة إلى أدلة على التفتيت والحرق. وفي حوالي منتصف الليل، تلقى وزير الخارجية الهندي، آير، اتصالاً من وزير الخارجية في بنغلاديش سيد مزام علي، قائلاً إن الأوامر صدرت لاستعادة الوضع السابق وكذلك للانسحاب الفوري من بيردوا. انسحب حرس الحدود من بيردوا ليلة 19 أبريل.
كما خلف الهجوم ثلاثة حراس من حرس الحدود البنغلاديشيين وجرح خمسة. وفر نحو 10000 مدني من المنطقة بعد أن أصيب 24 آخرون في تبادل إطلاق النار.
وطبقاً لمزاعم هندية، ففي 18 إبريل، قصف الجنود البنغلادشيون قرية جيبية هندية، هي مانشاكار، بقذائف هاون 3 بوصة و 8 بوصة.

## نتيجة
بعد تدخل كلتا الحكومتين في الوضع، عاد كلا الجانبين إلى مواقعهما الأصلية واستعاد حالة الوضع الراهن. اندلعت اشتباكات جديدة على طول الحدود بين الهند وبنجلاديش بعد ساعات فقط من إبداء الطرفين أسفهما لعمليات القتل الأخيرة، لكن بحلول منتصف ليلة 20 أبريل توقفت عملية إطلاق النار مرة أخرى. ذكرت مقالة أن 6000 مدني هندي فروا من المنطقة، ومسؤولون حكوميون هنديون كانوا يحاولون إقناع القرويين بالعودة إلى منازلهم. وافقت بنغلاديش في وقت لاحق على إعادة 16 جنديا هنديا ميتا في اليوم التالي. عند فحص جثث القتلى، زعمت الهند أن رجال الجيش البريطاني تعرضوا للتعذيب قبل قتلهم بالرصاص. ومن ناحية أخرى، قُتل ثلاثة جنود من بنغلاديش: اثنان خلال القتال وآخر قُتل متأثراً بجروح أصيب بها أثناء العمليات.
وقد وصف المراقبون الحادث بشكل مختلف بأنه حيلة سياسية لإثارة المشاعر القومية قبل الانتخابات البنغلاديشية (التي كانت قبل شهرين من وقوع الحادث) وكمغامرات من قبل قادة حرس الحدود. من الناحية الرسمية، أنكرت حكومة بنغلاديش أنها دعمت عملية التوطين في الحرب العالمية الثانية للأعمال العدائية ووصفت الحادث بأنه «مغامرة لقادتها المحليين».

## بعد
تحدث رئيسا وزراء بنغلادش والهند، شيخة حسينة واجد وأتال بيهاري فاجبايي، عبر الهاتف واتفقا على أمر بإجراء تحقيق رفيع المستوى في الحادث. وذكر المتحدث باسم وزارة الخارجية الهندية راميندر جاسال أن الهند وبنجلاديش ستحسنان القنوات الدبلوماسية وتعهدا بممارسة ضبط النفس في المستقبل. تجنبت الحكومة الهندية الانتقادات القاسية للشيخ حسينة، ولم تطلب الهند اعتذارها. بدأت الهند وبنغلاديش محادثات في مارس 2002 لحل نزاعاتهما الحدودية. بحلول يوليو 2001، أنشأ الجانبان مجموعات عمل مشتركة لإنشاء أقسام غير محددة الحدود.
امتنع الجانبان عن القيام بأي أعمال عدائية أخرى وبدأا محادثات حدودية لمناقشة النزاعات على طول حدودهما البالغ طوله 4000 كيلومتر (2500 ميل). تم تبريد العلاقات بعد ذلك بوقت قصير. بدأت الهند في وقت لاحق ببناء سياج على طول الحدود الدولية مع بنغلاديش. لا تزال الهند في طور بناء الحاجز البنجلاديشي الهندي. احتجت بنغلاديش على أن بناء السياج بعد 150 ياردة من الحدود كان انتهاكا جسيما لمعاهدة الصداقة والتعاون والسلام بين الهند وبنجلاديش. كما احتجت حكومة بنغلاديش على التوغلات المتكررة للبنك البريطاني في بنغلاديش، وإطلاق النار الذي أدى إلى وفاة مواطنين بنغلاديشيين داخل الأراضي البنغلاديشية. في مؤتمر صحفي أغسطس 2008، قيل إن 97 شخصًا قد قُتلوا (69 بنجلاديشيًا و 28 هنودًا، غير معروفين) يحاولون عبور الحدود بشكل غير قانوني خلال الأشهر الستة السابقة.

## التراث
كان هذا أول نزاع مسلح بين الهند وبنغلاديش، وهما دولتان حافظتا على علاقات ودية منذ استقلال بنغلاديش عام 1971. شهدت نهاية النزاع القصير طفرة قومية في بنغلاديش. في الانتخابات البرلمانية، فاز التحالف اليميني المكون من أربعة أحزاب بقيادة الحزب القومي البنغلاديشي وجماعة إسلامية بنغلاديشية بأغلبية 196 مقعداً من أصل 300 مقعد.
ومع ذلك، فشلت المصادمات في الحد من عمليات قتل المدنيين من قبل القوات البريطانية. وفقا لأوديكار، منذ عام 2001، كان هناك 1000 قتيل بنغلاديشي، وأكثر من 1000 تعذيب، و 974 عملية اختطاف، و 107 في عداد المفقودين من الحدود، و 14 عملية اغتصاب، و 71 خطف / نهب و 313 دفع غير قانوني.

### الاشتباكات الحدودية عام 2006
اندلعت الاشتباكات مرة أخرى في عام 2006 عندما تم تبادل اطلاق نار كثيف بين القوات المسلحة البوروندية وحرس الحدود على الحدود الامالحيدية في زاجيجانجا ابازيلا في سيلهيت. أثار إطلاق النار لمدة 14 ساعة سلسلة من المطالبات المضادة من كلا الجانبين. في حين زعم مسئولو حرس الحدود البنغلاديشي أن جيش حرس الحدود قام بإطلاق النار دون أي استفزاز على مواقع قوات حرس الحدود الانفصالية على حدود أوتاركول وأمولشيد، ألقت اللجنة الهندية العليا في داكا باللوم على «الحوثيين» في «محاولة مستمرة للتسلل والتجاوز» إلى ما يقرب من 220 فدانا من الأراضي في الضفة الغربية ناحية نهر سورما، عبر البؤر الاستيطانية للبنك المركزي في هارينجار، آسام.